# Nicolás Avellaneda
Nicolás Remigio Aurelio Avellaneda Silva (San Miguel de Tucumán, 1º ottobre 1837 – Oceano Atlantico, 25 novembre 1885) è stato un politico, avvocato e giornalista argentino.
Fu Presidente dell'Argentina dal 12 ottobre 1874 al 12 ottobre 1880.

## Carriera politica
Deputato al Parlamento argentino dal 1864, durante la presidenza di Domingo Faustino Sarmiento, nel 1868, ricoprì le cariche di Ministro della Giustizia e Ministro dell'Istruzione, impegnandosi in tal veste a promuovere la ricerca scientifica e la riforma dei piani di studio. Dopo la scadenza del mandato di Sarmiento, fu Avellaneda a essere eletto Presidente dell'Argentina, entrando in carica il 12 ottobre 1874.
Poiché le elezioni si erano svolte in un clima di irregolarità, subito dopo l'insediamento di Avellaneda il suo avversario alla presidenza, Bartolomé Mitre, capeggiò un'insurrezione contro di lui, facilmente sgominata. Oltre alla difficile crisi interna, il nuovo presidente dovette affrontare anche una grave crisi economica del Paese, a causa dell'abuso di credito e della svalutazione dei prodotti argentini sul mercato estero.
Per questo Avellaneda promosse dapprima un clima di pacificazione tra i partiti politici, poi varò una politica economica volta allo sviluppo agricolo e industriale dell'Argentina, grazie anche alla colonizzazione della pampa, la cosiddetta Conquista del deserto, avviata dai suoi predecessori, e alla forte immigrazione europea che fornì manodopera a basso costo. Scaduto il suo mandato il 12 ottobre 1880, Avellaneda fu senatore della sua provincia natia, il Tucumán, oltre ad ottenere importanti incarichi diplomatici in Brasile. Morì il 25 novembre 1885 per le conseguenze di una nefrite incurabile, mentre si trovava in alto mare di ritorno da un viaggio in Europa.
È sepolto nel cimitero della Recoleta a Buenos Aires.